# Doctor Jones
Singles de Aqua
Didn't I
(1997) Lollipop (Candyman)
(1997)
Pistes de Aquarium
Good Morning Sunshine Heat Of The Night
Doctor Jones est un single du groupe pop eurodance Aqua, sorti en 1997.
Le single est leur deuxième numéro un au Royaume-Uni (avec Barbie Girl).

La chanson aura beaucoup de succès à travers le monde, prouvant ainsi que Aqua n'est pas un groupe à un seul succès. 

## Description
La chanson Doctor Jones fait référence au film d'aventure Indiana Jones.

## Clip vidéo
- Réalisateur: Peter Stenbæk
- Année de réalisation: 1997
- Lieu: Danemark
- Durée: 03:23
- DVD : The Diary & The Video Collection

- Description:

La vidéo de Doctor Jones est basée autour du personnage d'Indiana Jones des films du même nom, avec René Dif jouant Jones et le sauvetage des membres de sa bande de collègues d'une tribu vaudou stéréotypée. Le logo du titre est écrit sous une forme similaire à celle du logo Indiana Jones. Il y a également une photo de la trajectoire de vol en avion au cours d'une carte, qui est utilisée dans les films.
Lene est amoureuse de Doctor Jones, et inversement. Alors qu'ils se sont quittés, l'un manque énormément à l'autre.
Lene part en expédition avec Claus et Soren. Alors qu'elle chante en pensant à Doctor Jones, ils se font tous trois capturer par des cannibales.
Dans le camp des cannibales, ceux-ci veulent les manger. Lene, Claus et Soren appellent à l'aide.
Doctor Jones sort de sa tente et ordonne aux cannibales de tout stopper. Claus et Soren sont rassurés et Lene est aux anges.
La soirée se termine en fête.

## Classements
- Argentine: 2
- Australie: 1 (7 semaines) (semaines dans les charts: 15)
- Autriche: 8 (semaines dans les charts: 13)
- Belgique: 3 (semaines dans les charts: 15)
- Danemark: 5 (semaines dans les charts: 6)
- Espagne: 6 (3 semaines) (semaines dans les charts: 5)
- Euro Hot 100: 3
- Finlande: 6 (semaines dans les charts: 7)
- Allemagne: 7
- Israel: 1
- Mexique: 25
- Nouvelle-Zélande: 2 (semaines dans les charts: 13)
- Pays-Bas: 3 (semaines dans les charts: 20)
- Pérou: 1
- Suède: 2 (semaines dans les charts: 17)
- Suisse: 11 (semaines dans les charts: 15)
- UK: 1 (2 semaines) (semaines dans les charts: 24)